# Cathy Freeman
Cathy Freeman, teljes nevén Catherine Astrid Salome Freeman (Mackay, 1973. február 16. –) olimpiai bajnok ausztrál őslakos rövidtávfutó, fő versenyszáma a 400 méteres síkfutás. Legjobb eredményét (48,63 másodperc) az 1996. évi nyári olimpiai játékokon érte el, ahol ezzel az eredménnyel a második helyezést szerezte meg Marie-José Pérec mögött. A 2000. évi nyári olimpiai játékokon ő gyújtotta meg az olimpiai lángot, és aranyérmet szerzett.
1990-ben, 16 éves korában Freeman volt az első ausztrál őslakos, aki aranyérmet szerzett a nemzetközösségi játékokon. 1994-től sorozatban érte el a jó eredményeket: ebben az évben a nemzetközösségi játékokon aranyérmet szerzett 200 méteren és 400 méteren is. 400 méteren ezüstérmet szerzett az 1996. évi nyári olimpiai játékokon, és első helyen végzett az 1997-es atlétikai világbajnokságon. Az 1998-as évben egy sérülés miatt nem versenyzett; az 1999-es atlétikai világbajnokságon ismét aranyérmes lett. 2003-ban jelentette be visszavonulását.

## Sportolói pályafutása
Már az iskolában sikeres volt az atlétikai versenyeken. 1987 után mostohaapja, Bruce Barber edzette, és különböző tartományi és országos címeket nyert.
A média figyelmébe kerülve 1987-ben Cathy a Kooralbyn International Schoolba ment. Itt professzionális edzővel, a román Mike Danilaval dolgozott, aki később kulcsfontosságú hatást gyakorolt pályafutására; szigorú edzéstervet dolgozott ki az ifjú atléta számára.
1988-ban ösztöndíjat nyert egy elit lányiskolába, a toowoombai Fairholme College-be. Egy 1989-es versenyen 11,67 másodpercet futott 100 méteren, és edzője azon kezdett gondolkozni, hogy benevezze a nemzetközösségi játékok válogatójára.
1990-ben Freemant beválasztották Ausztrália 4 × 100 méteres váltófutás csapatába az aucklandi nemzetközösségi játékokra. A csapat első helyen végzett, ezzel Freeman lett az első ausztrál őslakos, aki aranyérmet szerzett a nemzetközösségi játékokon. Ezt követően Melbourne-be költözött, és edzője Peter Fortune lett, aki pályafutása végéig elkísérte. Beválogatták Ausztrália csapatába a plovdivi 1990-es junior atlétikai világbajnokságra. Itt az elődöntőig jutott el a 100 méteres síkfutásban, és ötödik helyet szerzett a 400 méteres síkfutás döntőjében.
Másodszorra 1992-ben Szöulban vett részt a junior atlétikai világbajnokságon. Csak a 200 méteres síkfutásban indult, ahol ezüstérmet szerzett. Ugyanebben az évben először vett részt az barcelonai olimpiai játékokon, ahol a második körbe jutott 400 méteren és a 4 × 400 méteres váltófutás döntőjében az ausztráliai válogatottal hetedik helyet ért el. Az 1993-as atlétikai világbajnokságon a 200 méteres síkfutásban versenyzett, és az elődöntőig jutott.
Az 1994-es év jelentette Freeman számára az áttörést, amikor először került a világ élvonalába. Az 1994-es nemzetközösségi játékokon aranyérmet nyert 200 méteren és 400 méteren. Tagja volt az ausztráliai 4 × 100 méteres váltófutás csapatának is, amely ezüstérmet nyert, valamint a 4 × 400 méteres váltófutás csapatnak is, amely első helyen végzett, de utóbb diszkvalifikálták, mert akadályozta a nigériai futót. Az 1994-es évadban Freeman 1,3 másodperccel javította egyéni rekordját, 50,04 másodpercet érve el. Ekkor érte el legjobb eredményét 100 méteren (11,24 másodperc) és 200 méteren (22,25 másodperc).
Noha éremesélyes volt az 1995-ös atlétikai világbajnokságon, csak negyedik helyen végzett 400 méteren. Ugyanitt 200 méteren az elődöntőig jutott el.
Cathy Freeman jól haladt az 1996-os évadban, és több egyéni és ausztráliai rekordot ért el. Ő volt a legesélyesebb kihívója Marie-José Pérecnek az 1996-os olimpiai játékokon. Végül második helyen végzett Pérec mögött; 48,63 másodperces eredménye ausztrál rekordot, Pérec 48,25 másodperces eredménye olimpiai rekordot jelentett.
1997-ben Athénban 49,77 másodperces eredménnyel nyerte a 400 méteres síkfutást az atlétikai világbajnokságon. Ebben az évadban az egyedüli vereséget 400 méteren Oslóban szenvedte el, ahol megsérült a lába. A sérülés miatt kihagyta az 1998-as évadot. 1999-es visszatérése évében egyetlen versenyen sem szenvedett vereséget, beleértve az atlétikai világbajnokságot.
A 2000. évi nyári olimpiai játékokon Freeman gyújtotta meg az olimpiai lángot.
2000-ben folytatta győzelmi sorozatát, annak ellenére, hogy Pérec visszatért a versenyzéshez. A 2000. évi olimpiai játékokon Sydneyben Freeman volt a hazai favorit, és azt várták, hogy riválisával, Pérec-kel kerül szembe. Ez azonban nem történt meg, mert Pérec zaklatásra hivatkozva elhagyta a játékokat. Freeman aranyérmet szerzett 49,11 másodperces eredménnyel; ezzel ő lett a második olimpiai bajnok ausztrál őslakos (az első Nova Peris volt, aki négy évvel korábban Atlantában a gyeplabda csapat tagjaként győzött). A futam után tett egy tiszteletkört a pályán, kezében az ausztrál őslakos zászlóval és Ausztrália zászlajával, annak ellenére, hogy a nem hivatalos zászlókat betiltották az olimpiai játékokon (Az őslakos zászló ugyan hivatalosnak számít Ausztráliában, de nem nemzeti zászló és a Nemzetközi Olimpiai Bizottság nem ismerte el.) Freeman bejutott a 200 méteres síkfutás döntőjébe is, ahol hatodik lett. Az olimpiai aranyérem tiszteletére ő vihette az olimpiai zászlót a 2002. évi téli olimpiai játékokon.
2001-ben nem versenyzett. 2002-ben tagja volt a nemzetközösségi játékokon győztes 4 × 400 méteres váltó csapatnak. 2003-ban bejelentette visszavonulását.

## Sporton kívüli tevékenysége
Visszavonulása után számos közösségi és jótékonysági tevékenységben vett részt. 2012-ig nagykövete volt az Australian Indigenous Education Foundationnek (AIEF) [Ausztrál Őslakosok Nevelési Alapítványa]. Curtis Stone séf és Jeff Rowley szörföző mellett a Cottage by the Sea gyermektábor nagykövete is volt, erről a tisztségéről 2014-ben mondott le.
2007-ben megalapította a Cathy Freeman Alapítványt. Az alapítvány négy távoli őslakos közösséggel működik együtt, hogy megszüntesse az őslakos és nem őslakos ausztráliai gyermekek nevelésében mutatkozó különbséget, ösztönzést nyújtva a gyermekeknek az iskolába járáshoz.

## Magánélete
Freeman bahái hitben nevelkedett, és ezt nyilatkozta hitéről: „Nem vagyok hívő bahái, de szeretem az imákat, és nagyra tartom a minden ember egyenlőségére vonatkozó eszméiket.”
Hosszú távú romantikus kapcsolatban állt menedzserével, Nick Bideau-val; a kapcsolat viszálykodással és jogi-pénzügyi csatákkal ért véget. 1999-ben Freeman összeházasodott a húsz évvel idősebb Alexander Bodeckerrel, aki vezető állást töltött be a Nike, Inc.-nél. A Sydney-ben elért sikere után hosszabb szünetet tartott a versenyzésben, hogy ápolhassa a torokrákos Bodeckert. 2003 februárban bejelentette válásukat. Az év során randevúzni kezdett Joel Edgerton színésszel; kapcsolatuk 2005 elején ért véget. 2006-ban bejelentette eljegyzését James Murch tőzsdeügynökkel,akivel 2009. április 11-én házasodtak össze. Első gyermekük 2011-ben született meg.

## Fordítás
- Ez a szócikk részben vagy egészben  a   Cathy Freeman című angol Wikipédia-szócikk ezen változatának fordításán alapul.  Az eredeti cikk szerkesztőit annak laptörténete sorolja fel. Ez a jelzés csupán a megfogalmazás eredetét és a szerzői jogokat jelzi, nem szolgál a cikkben szereplő információk forrásmegjelöléseként.